# Ровесник століття
«Ровесник століття» (рос. «Ровесник века») — радянський художній фільм 1960 року, знятий на кіностудії «Мосфільм».

## Сюжет
Про долю комуніста, який пройшов довгий і складний життєвий шлях від простого робітника до директора найбільшого автомобільного заводу. Прототипом головного героя послужив образ І. А. Лихачова (1896—1956) — директора Московського автомобільного заводу (ЗІЛ). Тридцяті роки. Івану Єрмакову (Микола Лебедєв), простому робочому, учаснику громадянської війни, партія доручає будівництво першого в країні автозаводу. Йому доводиться долати великі труднощі. Інженер Муромцев (Геннадій Юдін) стає його надійним помічником. На місці сумовитих пустирів піднімаються корпуси автогіганта. Сходить з конвеєра перша вантажівка… Почалася війна, наближається фронт. Завод доводиться підривати, щоб він не дістався ворогу. З болем в серці дивиться Єрмаков, як злітають у повітря побудовані ним корпуси. Люди і верстати евакуюються на Урал. Робота налагоджується на новому місці. Тепер завод випускає танки. На директора обрушується непоправне горе: помирає від тяжкої хвороби дружина Аня (Маргарита Володіна), гине на фронті син. Але Іван Єрмаков не зламався, він на своєму посту. Закінчилася війна. Знову біжать по дорогах країни автомобілі знайомої марки…

## У ролях
- Микола Лебедєв — Іван Єрмаков, директор автозаводу
- Володимир Соловйов — М. І. Калінін
- Геннадій Юдін — Муромцев, інженер
- Юрій Саранцев — Гуляєв
- Маргарита Володіна — Аня
- Людмила Шагалова — Дуся
- Петро Савін — Бутягін
- Людмила Пирогова — Валя
- Борис Терентьєв — голова ВРНГ
- Спартак Хатіашвілі — Тамаз
- Валерій Безручко — Владик, син Єрмакова
- Григорій Шпігель — Татіщев
- Кахі Кавсадзе — Ладо
- Євген Бикадоров — Баринін, робочий
- Борис Бітюков — капітан державної безпеки
- Іван Александров — директор заводу «Запорожець»
- Олександр Карпов — старий
- Олексій Строєв — робочий
- Євген Кудряшов — робітник-провокатор
- Олексій Бахарь — шофер
- Данило Нетребін — майор
- Лев Борисов — шофер
- Валентина Ананьїна — листоноша
- Валентина Владимирова — дружина робочого
- Петро Соболевський — начальник станції
- Микола Ємельянов — Крижевський, парторг заводу
- Вергілій Ренін — американець
- В. Шнеєрсон — Хейвуд, овечий король, мільйонер
- Анатолій Мухін — Владик в дитинстві
- Тетяна Халецька — Валя в дитинстві
- Микола Хрящиков — інженер
- В'ячеслав Гостинський — інженер
- Євген Моргунов — епізод
- Микола Никитич — інженер
- Володимир Маренков — робочий
- Петро Любешкін — Петя, робочий
- Павло Стрелін — інженер
- Ігор Стравинський — лікар
- Микола Яхонтов — робочий

## Знімальна група
- Режисер — Самсон Самсонов
- Сценаристи — Юлій Дунський, Валерій Фрід
- Оператор — Марк Дятлов
- Композитор — Микола Крюков
- Художники — Сергій Воронков, Іполит Новодерьожкін